# Mahnitost (1972.)
Mahnitost (eng. Frenzy) je triler Alfreda Hitchcocka iz 1972. To je bio njegov pretposljednji film koji je režirao 8 godina prije smrti. Glazbu za film skladao je Ron Goodwin, iako ju je trebao skladati Henry Mancini, no Hitchcocku se nije svidjela Mancinijeva glazba pa mu je dao otkaz. Podnaslov filma glasi "Od majstora šoka. Šokantno remek-djelo!"

## Produkcija
Film je temeljen na djelu Goodbye Piccadilly, Farewell Leicester Square koje je napisao Arthur La Bern. Scenarij za film napisao je Anthony Shaffer.
Nakon nekoliko neuspješnih špijunskih filmova, Hitchcock se konačno vratio na žanr kriminalistike i ubojstva. Priča je tipična za Hitchcocka: nevin čovjek optužen je za zločin koji nije počinio uz pomoć jako slabih dokaza. Mnogi kritičari smatraju ovaj film zadnjim velikim Hitchcockovim filmom i povratkom u formu nakon dva špijunska filma. 
Radnja cijelog filma smještena je u London što je bila promjena jer je Hitchcock većinu svojih filmova to tad snimao u SAD-u. 

## Radnja
Kad ga šef pogrešno optuži za neplaćanje vlastitih računa u londonskom pubu u kojem radi, Richard Blaney brzopleto odluči dati otkaz, unatoč protivljenju njegove kolegice Barbare "Babs" Milligan. Policija u međuvremenu iz Temze izvlači još jednu djevojku, žrtvu okrutnog serijskog "ubojice s kravatom". Richard najprije svrati do svog prijatelja Roberta Ruska, vlasnika obližnje trgovine, a potom pritisnut besparicom odluči posjetiti svoju bivšu suprugu, Brendu Margaret-Blaney. Razočarana propalim brakom s Richardom, nekad ambicioznim vojnim pilotom, Brenda je poslije razvoda otvorila agenciju za spajanje parova i sasvim joj dobro ide. Nakon burne rasprave s Richardom, Brenda ga u čast davne ljubavi pozove na ručak u ugodni restoran. Međutim, nevolja je u tome što je njihovu svađu čula Brendina tajnica Monica Barling, ali i Robert Rusk. On Brendu posjeti ubrzo nakon što se ona vrati u ured, te joj agresivno počne udvarati. Kad ga Brenda odlučno odbije, Rusk odveže kravatu i udavi je. Poslije Ruskova odlaska, Richard navrati do Brendina ureda te, našavši zatvorena vrata, noć odluči provesti u prihvatilištu Vojske spasa. Vraćajući se s pauze, Richarda opet primijeti gospođica Barling, koja nekoliko trenutaka kasnije užasnuta pronađe ubijenu šeficu. Tijekom noći, Richard će u džepu svog kaputa pronaći veću svotu novca koji mu je ostavila Barbara, da bi tek ujutro doznao za njezinu smrt. Dok policijski inspektor Tim Oxford na temelju svjedočenja gospođice Barling zaključi da je "ubojica s kravatom" upravo Richard, njemu u bijegu pristane pomoći Barbara. No, policija uhvati Richarda koji naposljetku uspije pobjeći i krene u Ruskov stan. Inspektor Oxford to i pretpostavi te i on krene tamo. Richard stiže prvi i vidi kako netko leži u krevetu. Misleći da je Rusk, Richard priđe no nađe samo još jedno truplo. Tada dolazi i inspektor i nalazi Richarda. Richard opravdava svoju nevinost, no Oxford mu ne vjeruje. Tada u stan dolazi Rusk s kovčegom u kojem će iznijeti truplo. No inspektor mu postavi zasjedu i uhiti ga tako potvrdivši Richardovu nevinost. 

## Hitchcockov cameo
Hitchcockov cameo nastup je jedna od glavnih odlika njegovih filmova. U filmu Mahnitost Hitchcock se može vidjeti (c. 3 minute filma) među skupinom ljudi kako nosi šešir i sluša govor.